# Юрченківська сільська рада (Чугуївський район)
Юрченкі́вська сільська́ ра́да — адміністративно-територіальна одиниця та орган місцевого самоврядування в Чугуївському районі Харківської області. Адміністративний центр — село Юрченкове.

## Загальні відомості
Юрченківська сільська рада утворена в 1925 році.
- Територія ради: 42,885 км²
- Населення ради: 485 осіб (станом на 2001 рік)
- Територією ради протікає річка Сухома.

## Населені пункти
Сільській раді підпорядковані населені пункти:
- с. Юрченкове

## Склад ради
Рада складається з 12 депутатів та голови.
- Голова ради: Петля Микола Васильович
- Секретар ради: Афанасенко Ніна Миколаївна

### Керівний склад попередніх скликань
| Прізвище, ім'я, по батькові | Основні відомості                                                                      | Дата обрання | Дата звільнення |
| --------------------------- | -------------------------------------------------------------------------------------- | ------------ | --------------- |
| Петля Микола Васильович     | Сільський голова, 1966 року народження, освіта вища, член Народно-демократичної партії | 26.03.2006   | 31.10.2010      |
| Петля Микола Васильович     | Сільський голова, 1966 року народження, освіта вища, член Партії регіонів              | 31.10.2010   |                 |

Примітка: таблиця складена за даними сайту Верховної Ради України

### Депутати
За результатами місцевих виборів 2010 року депутатами ради стали:

#### За суб'єктами висування
| Суб'єкт висування                                       | Кількість обраних депутатів | %   |
| ------------------------------------------------------- | --------------------------- | --- |
| Партія регіонів                                         | 6                           | 50  |
| Політична партія Всеукраїнське об'єднання «Батьківщина» | 3                           | 25  |
| Політична партія «Сильна Україна»                       | 1                           | 8,3 |
| Самовисування                                           | 1                           | 8,3 |
| Соціалістична партія України                            | 1                           | 8,3 |

#### За округами
| № округу                                                | Прізвище, ім'я, по батькові      | Дата визнання обраним | Освіта             | Партійна приналежність                        | Відомості про обраного депутата                                                       |
| ------------------------------------------------------- | -------------------------------- | --------------------- | ------------------ | --------------------------------------------- | ------------------------------------------------------------------------------------- |
| Партія регіонів                                         |                                  |                       |                    |                                               |                                                                                       |
| 2                                                       | Бражник Віра Станіславівна       | 03.11.2010            | середня            | член Партії регіонів                          | ДП «Агроресурс», робітниця                                                            |
| 5                                                       | Афанасенко Ніна Миколаївна       | 03.11.2010            | вища               | член Партії регіонів                          | Сільська рада, секретар сільської ради                                                |
| 6                                                       | Карамишева Алевтина Олексіївна   | 03.11.2010            | вища               | член Партії регіонів                          | Сільська рада, землевпорядник                                                         |
| 8                                                       | Бражник Людмила Іванівна         | 03.11.2010            | середня спеціальна | член Партії регіонів                          | ДП «Агро ресурс», бухгалтер-касир                                                     |
| 9                                                       | Хрипко Лариса Валеріївна         | 03.11.2010            | середня            | член Партії регіонів                          | Юрченківська амбулаторії загальної практики сімейної медицини, молодша медична сестра |
| 12                                                      | Бражник Тетяна Миколаївна        | 03.11.2010            | середня спеціальна | член Партії регіонів                          | тимчасово не працює                                                                   |
| Політична партія Всеукраїнське об'єднання «Батьківщина» |                                  |                       |                    |                                               |                                                                                       |
| 3                                                       | Дворичанська Віталіна Миколаївна | 03.11.2010            | вища               | член Всеукраїнського об'єднання «Батьківщина» | Юрченківська загальноосвітня школа І-ІІ ст., вчитель                                  |
| 4                                                       | Шупик Тетяна Василівна           | 03.11.2010            | вища               | член Всеукраїнського об'єднання «Батьківщина» | Юрченківська загальноосвітня школа І-ІІ ст., вчитель                                  |
| 11                                                      | Запорізький Сергій Вікторович    | 03.11.2010            | середня            | член Всеукраїнського об'єднання «Батьківщина» | ДП «Агроресурс», робітник                                                             |
| Політична партія «Сильна Україна»                       |                                  |                       |                    |                                               |                                                                                       |
| 1                                                       | Стаднік Людмила Михайлівна       | 03.11.2010            | середня            | позапартійна                                  | ДП Агроресурс", повар                                                                 |
| Соціалістична партія України                            |                                  |                       |                    |                                               |                                                                                       |
| 7                                                       | Кулібаба Тетяна Іванівна         | 03.11.2010            | середня спеціальна | позапартійна                                  | Сільська рада, спеціаліст І категорії, головний бухгалтер сільської ради.             |
| Самовисування                                           |                                  |                       |                    |                                               |                                                                                       |
| 10                                                      | Чоломбитько Юрій Євгенович       | 03.11.2010            | вища               | позапартійний                                 | ДП «Агроресурс», головний інженер                                                     |